# Gotta Be You
Singles de One Direction
What Makes You Beautiful Wishing on a Star
Gotta Be You est une chanson du groupe anglo-irlandais One Direction extraite de l'album Up All Night. Il est publié comme second single de l'album le 11 novembre 2011. La chanson est écrite par Steve Mac et August Rigo qui en est également le producteur.

## Critiques
- Robert Copsey de Digital Spy donne une critique positive à la chanson en la qualifiant d'« émotive », avec un « bon fond musical » et en disant que le refrain est « accrocheur ». Il leur accorde une note de quatre sur cinq.

## Clip
Le clip de Gotta Be You, d'une durée de 3:56, a été publié sur YouTube le 8 novembre 2011. La vidéo commence avec Liam qui chante dans sa chambre, puis Harry marche dans la rue et Louis marche dans un couloir. Niall joue de la guitare sur certains passages. Harry se promène ensuite dans la forêt, Louis conduit une Mini Cooper, Zayn prend le train. Les cinq garçons se retrouvent ensuite autour d'un feu de camp avec des filles.
Une nouvelle version du clip est sortie le 16 février 2012, principalement constituée des scènes coupées au montage de la première vidéo. Zayn est au centre de l'histoire, accompagné d'une fille, Madison McMillin, déjà vue dans le clip What makes you beautiful. On peut les voir très amoureux l'un de l'autre.

## Performances en Live
One Direction chante pour la première fois Gotta Be You en Live le 13 novembre 2011 sur le X Factor UK show results. Ils ont ensuite interprété la chanson lors de Children in Need le 18 novembre 2011.

## Liste Des Titres
- Téléchargement Digital

1. "Gotta Be You" – 4:05
2. "Another World" (Achraf Jannusi, Bilal Hajji, Eric Sanicola, Geo Slam, Nadir Khayat, Teddy Sky) – 3:23
3. "Gotta Be You" (Steve Smart & Westfunk Remix) – 6:17
4. "Gotta Be You" (Mojam Remix) – 3:23

## Ventes
"Gotta Be You" est beaucoup moins vendu que leur premier single, What Makes You Beautiful. Il est vendu 59 461 exemplaires lors de la première semaine après sa sortie. Le 20 novembre 2011, il est classé troisième des ventes au Royaume-Uni et troisième également en Irlande le 17 novembre 2011.
| Pays        | Position des ventes |
| ----------- | ------------------- |
| Royaume-Uni | 3                   |
| Irlande     | 3                   |

## Historique des versions
| Pays        | Date             | Format                 | Label                  |
| ----------- | ---------------- | ---------------------- | ---------------------- |
| Irlande     | 11 novembre 2011 | Téléchargement digital | Syco Music, Sony Music |
| Royaume-Uni | 13 novembre 2011 | Téléchargement digital | Syco Music, Sony Music |